# HomePod

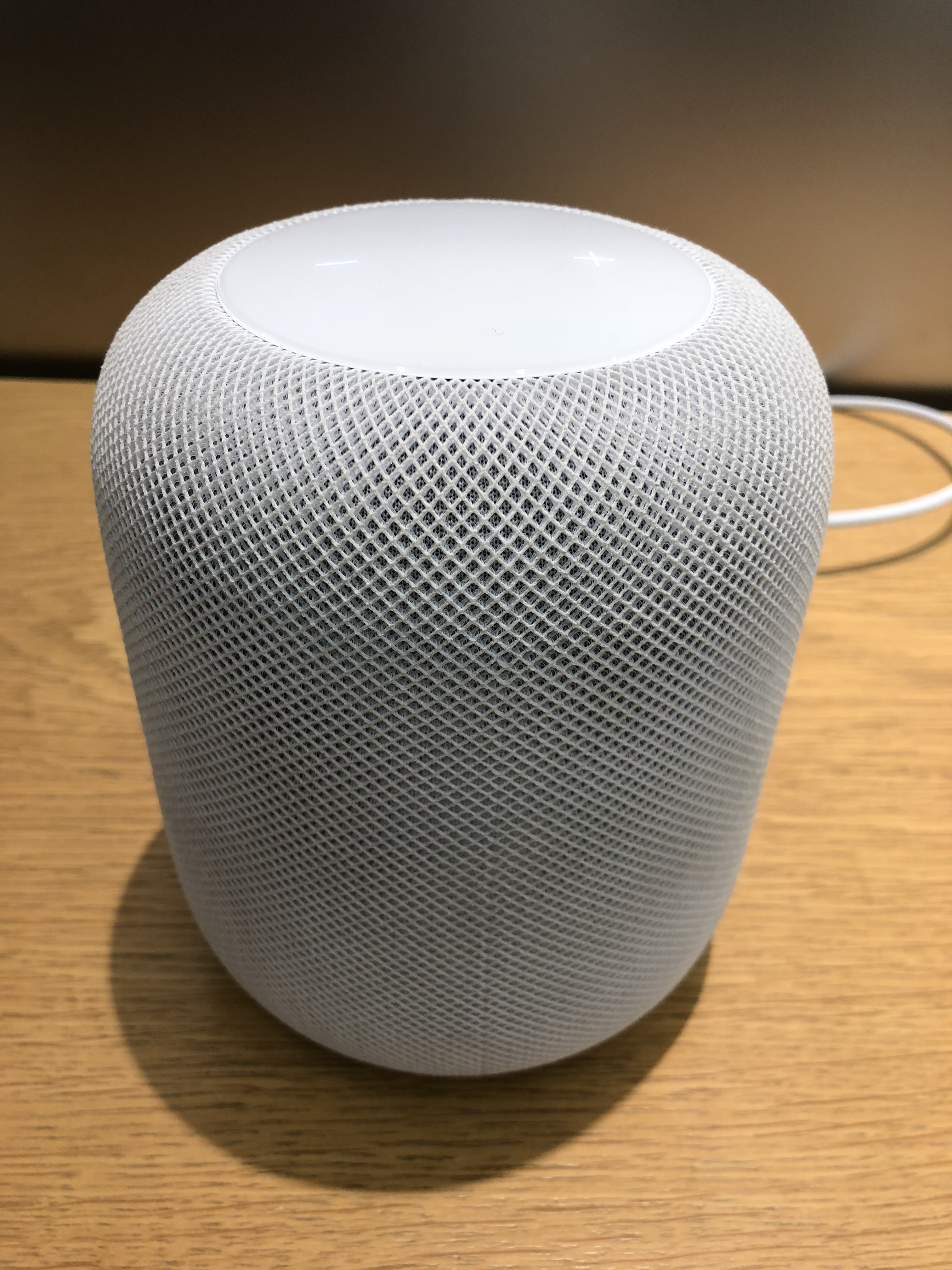
L'Apple HomePod

HomePod, és un altaveu intel·ligent desenvolupat i produït per Apple presentat el 5 de juny de 2017. Es ven al públic en colors blanc i negre i competeix directament amb l'altaveu Echo d'Amazon, el Google Home i el Sonos One. Una de les seves principals característiques és que posseeix el millor so del mercat. Però entre els seus paranys hi ha la seva alta dependència de l'Iphone i que no pot fer ni la meitat de les funcions que realitzen els seus competidors. Apple va haver de retallar les ordres de producció a Inventec, degut al baix nivell de vendes, ja que s'estava acumulant un gran stock a les botigues.